# 中国科学院南京地质古生物研究所
中国科学院南京地质古生物研究所是中国科学院下属研究机构。

## 历史
1950年8月24日，中央人民政府政务院第47次会议决定，中央研究院地质研究所古生物组、国民政府中央地质调查所古生物室、中央地质调查所北平分所古脊椎动物室为基础，组建中国科学院古生物研究所。1951年5月7日正式成立。。1952年8月18日，中国科学院院长会议决定该所在京的古脊椎动物室归中国科学院直接领导。1959年4月1日改名为中国科学院地质古生物研究所。1971年3月改名为中国科学院南京地质古生物研究所。

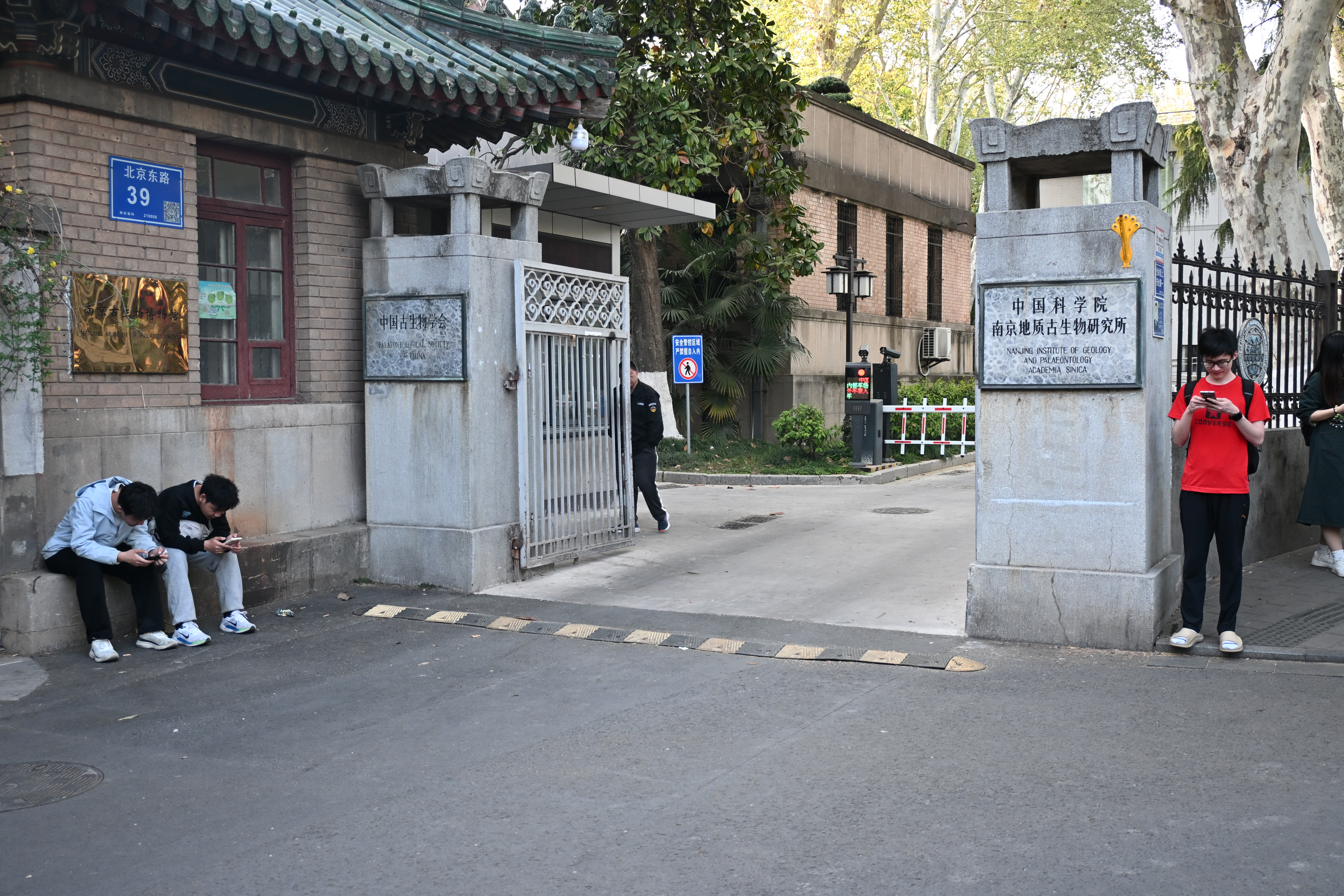
中国科学院南京地质古生物研究所大门

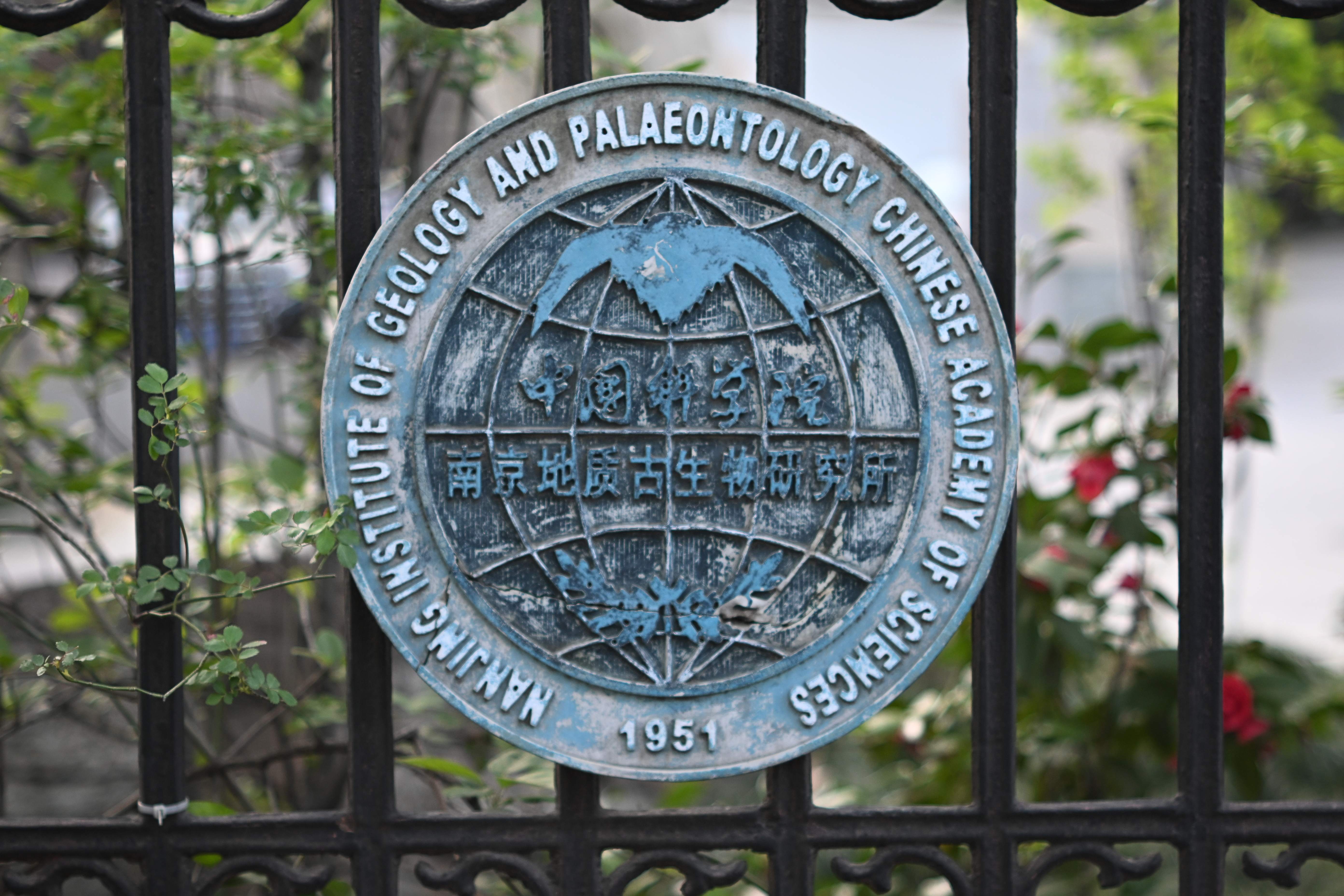
中国科学院南京地质古生物研究所标志

1998年8月，中国科学院南京地质古生物研究所成为中国科学院首批知识创新工程试点单位。